# 蒂龙·布里特
蒂龙·布里特（英語：Tyrone Britt，1944年4月18日—），美国NBA联盟前职业篮球运动员。